# Cantone di Vabre
Il Cantone di Vabre era una divisione amministrativa dell'arrondissement di Castres.
È stato soppresso a seguito della riforma complessiva dei cantoni del 2014, che è entrata in vigore con le elezioni dipartimentali del 2015.
Comprendeva i comuni di:
- Ferrières
- Lacaze
- Le Masnau-Massuguiès
- Saint-Pierre-de-Trivisy
- Saint-Salvi-de-Carcavès
- Vabre